# Canton d'Hazebrouck-Nord
Le canton de Hazebrouck-Nord est un ancien canton français, situé dans le département du Nord et la région Nord-Pas-de-Calais.

## Composition
Le canton de Hazebrouck-Nord se composait d’une fraction de la commune de Hazebrouck et de neuf autres communes. Il compte 23 574 habitants (population municipale) au 1er janvier 2012.
| Nom                    | Code Insee | Intercommunalité   | Population (dernière pop. légale)               |
| ---------------------- | ---------- | ------------------ | ----------------------------------------------- |
| Hazebrouck (chef-lieu) | 59295      | CA Cœur de Flandre | Fraction : 13 248(2012) Commune : 21 708 (2014) |
| Blaringhem             | 59084      | CA Cœur de Flandre | 2 092 (2014)                                    |
| Caëstre                | 59120      | CA Cœur de Flandre | 1 910 (2014)                                    |
| Ebblinghem             | 59184      | CA Cœur de Flandre | 663 (2014)                                      |
| Hondeghem              | 59308      | CA Cœur de Flandre | 970 (2014)                                      |
| Lynde                  | 59366      | CA Cœur de Flandre | 749 (2014)                                      |
| Renescure              | 59497      | CA Cœur de Flandre | 2 084 (2014)                                    |
| Sercus                 | 59568      | CA Cœur de Flandre | 439 (2014)                                      |
| Staple                 | 59577      | CA Cœur de Flandre | 692 (2014)                                      |
| Wallon-Cappel          | 59634      | CA Cœur de Flandre | 853 (2014)                                      |

## Représentation
| Période               | Identité                                         | Parti                         | Qualité |
| --------------------- | ------------------------------------------------ | ----------------------------- | --- |
| 1833-1836             | Emmanuel-Marie-Joseph Van Pradelles de Palmaert, |                               | Maire d'Ebblinghem, Conseiller général du Canton d'Hazebrouck-Sud de 1833 à 1836.                                                                             |
| 1836-1848             | Joseph Henri Cleenewerck                         |                               | Maire d'Hazebrouck de 1816 à 1822 et de 1836 à 1848, Conseiller général du Nord de 1830 à 1833, Conseiller général du Canton d'Hazebrouck-Sud de 1852 à 1857. |
| 1848-1871             | Joseph Augustin Deschodt                         |                               | Avocat puis juge au Tribunal civil d'Hazebrouck. |
| 1871-1883             | Frédéric Joets de Métershof                      | Républicain                   | Propriétaire à Hazebrouck. |
| 1883-1911 (décès)     | Georges Degroote                                 | Conservateur                  | Docteur en droit, Maire d'Hazebrouck de 1884 à 1909. |
| 1911-1940 (décès)     | Henri Degroote (fils du précédent)               | URD                           | Avocat à Hazebrouck. |
|                       |                                                  |                               | |
| 1945-1949             | Hector Legry                                     | MRP                           | Brasseur, Conseiller municipal d'Hazebrouck en 1945, Député du Nord de 1945 à 1946.                                                                           |
| 1949-1973             | Auguste Damette                                  | RPF puis RS puis UNR puis UDR | Entrepreneur, Député du Nord de 1951 à 1955 puis de 1958 à 1978, Maire d'Hazebrouck de 1945 à 1953.                                                           |
| 1973-1979             | Amand Moriss (1925-2002)                         | PS                            | Inspecteur des impôts, maire d'Hazebrouck de 1971 à 1983. |
| 1979-1998             | Marie-Fanny Gournay                              | RPR                           | Sénateur du Nord de 1990 à 1992, Députée de la 15e circonscription du Nord de 1993 à 1997 Maire de Caëstre de 1971 à 2001,.                                   |
| 1998-2004             | Jean-Pierre Laczny                               | RPR                           | Commerçant en gros, maire d'Hondeghem de 1989 à 2008. |
| 2004-2012 (démission) | Jean-Pierre Allossery                            | PS                            | Retraité du secteur privé Maire d'Hazebrouck de 2008 à 2014, Député de la 15e circonscription du Nord (2012-2017).                                            |
| 2012-2015             | Stéphanie Bodèle                                 | PS                            | Cadre Adjointe au Maire de Staple. |

### Conseillers d'arrondissement de 1833 à 1940
Le canton d'Hazebrouck Nord appartenait à l'arrondissement d'Hazebrouck jusqu'à sa disparition en 1926.
| Période      | Période      | Identité                                         | Étiquette            | Qualité |
| ------------ | ------------ | ------------------------------------------------ | -------------------- | --- |
| 1833         | 1848         | M. Huyghe                                        |                      | Propriétaire à Hazebrouck                                                                                   |
|              |              |                                                  |                      | |
|              | 1882 (décès) | Alphonse André Émile Lespagnol (1820-1882)       |                      | Juge d'instruction, Président du Tribunal d'Hazebrouck                                                      |
|              |              |                                                  |                      | |
|              | 1893 (décès) | Benoit Joseph Dormion (1850-1893)                |                      | Notaire à Wallon-Cappel                                                                                     |
|              |              |                                                  |                      | |
| 1904         | 1919         | Jules Alphonse Mordacq père (1843-1923)          | Républicain          | Négociant, cultivateur, maire de Blaringhem                                                                 |
| 1919         | 1931         | Paul Mordacq fils (1878-1936)                    | URD                  | Négociant, maire de Blaringhem (1923-1935)                                                                  |
| 1922         | 1927 (décès) | Jean Bouquet (1854-1927)                         | URD                  | Notaire, maire de Caëstre                                                                                   |
| 1928         | 1931         | Eugène Warein                                    | Républicain          | Notaire, maire d'Hazebrouck (1909-1912)                                                                     |
| 1931         | 1936 (décès) | Alexandre Bouquet (fils de J.Bouquet, 1888-1936) | Entente républicaine | Notaire, maire de Caëstre                                                                                   |
| 29 mars 1936 | 1940         | Paul Mordacq petit-fils (1907-1989)              | Union républicaine   | Négociant à Blaringhem                                                                                      |
| 1940         |              |                                                  |                      | Les conseils d'arrondissement ont été suspendus par la loi du 12 octobre 1940 et n'ont jamais été réactivés |

## Démographie
| 1962 | 1968 | 1975 | 1982 | 1990   | 1999   | 2006   | 2011   | 2012   |
| ---- | ---- | ---- | ---- | ------ | ------ | ------ | ------ | ------ |
| -    | -    | -    | -    | 21 920 | 22 838 | 22 982 | 23 383 | 23 574 |

### Pyramide des âges
Comparaison des pyramides des âges du Canton d'Hazebrouck-Nord et du département du Nord en 2006
| Hommes | Classe d’âge   | Femmes |
| ------ | -------------- | ------ |
| 0,1    | 90 ans et plus | 0,7    |
| 4,5    | 75 à 89 ans    | 7,3    |
| 9,6    | 60 à 74 ans    | 11,2   |
| 20,9   | 45 à 59 ans    | 21     |
| 24,1   | 30 à 44 ans    | 23,2   |
| 17,8   | 15 à 29 ans    | 16,8   |
| 22,9   | 0 à 14 ans     | 19,9   |

| Hommes | Classe d’âge   | Femmes |
| ------ | -------------- | ------ |
| 0,2    | 90 ans et plus | 0,8    |
| 4,3    | 75 à 89 ans    | 7,9    |
| 10,3   | 60 à 74 ans    | 11,9   |
| 19,7   | 45 à 59 ans    | 19,4   |
| 21,1   | 30 à 44 ans    | 20,1   |
| 22,6   | 15 à 29 ans    | 21     |
| 21,6   | 0 à 14 ans     | 19     |